# BlackRock
BlackRock, Inc. – amerykańskie międzynarodowe przedsiębiorstwo inwestycyjne z siedzibą w Nowym Jorku. W 2024 było największym przedsiębiorstwem zarządzającym aktywami na świecie o wartości 11,6 biliona dolarów. Wraz z Vanguard i State Street, BlackRock uważany jest za jednego z trzech największych menedżerów funduszy indeksowych, które dominują w USA.

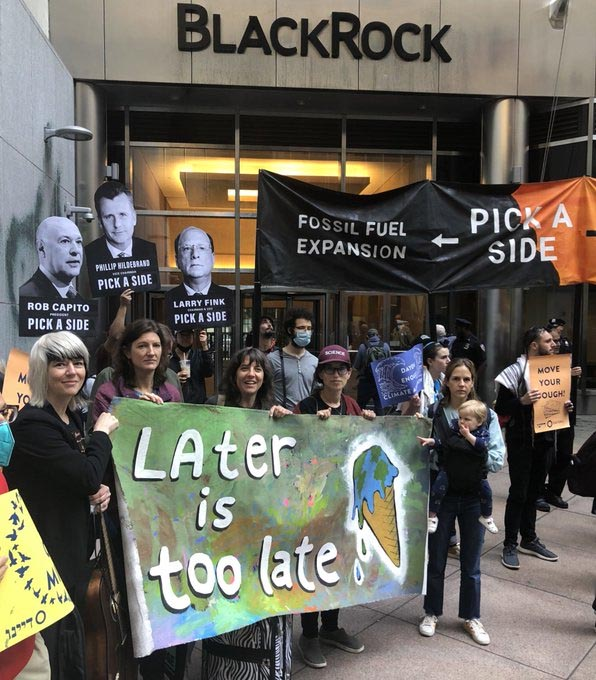
Ekoaktywiści z GreenFaith przed walnym zgromadzeniem akcjonariuszy, protestujący przeciwko inwestycjom BlackRock w paliwa kopalne; aktywistów aresztowano za ten protest. 31 maja 2022 r. Wcześniej, w 2021 r. także aresztowano ekologistów protestujących przeciw BlackRock (wówczas byli to żydzi, w tym rabini, z Jewish Youth Climate Movement).

Przedsiębiorstwo było krytykowane za pogarszanie zmian klimatycznych, bliskie związki z Systemem Rezerwy Federalnej podczas pandemii COVID-19, antykonkurencyjne zachowanie oraz bezprecedensowe inwestycje w Chinach.